# Nebrioporus crotchi
Nebrioporus crotchi är en skalbaggsart som först beskrevs av Preudhomme de Borre 1871.  Nebrioporus crotchi ingår i släktet Nebrioporus och familjen dykare. Inga underarter finns listade i Catalogue of Life.